# د اسمایل (گروه موسیقی)
د اسمایل (به انگلیسی: The Smile) یک گروه موسیقی راک انگلیسی متشکل از اعضای ریدیوهد، تام یورک (آواز، گیتار، بیس، کلیدها) و جانی گرینوود (گیتار، بیس، کلیدها) به‌همراه تام اسکینر (درامر) است. منتقدان آن‌ها را به ریدیوهد تشبیه و به تأثیر بیشتر جاز، کراوت‌راک و پراگرسیو راک در آثارشان اشاره کرده‌اند.
د اسمایل کار خود را در طول قرنطینه دنیاگیری کووید-۱۹ آغاز کرد و نخستین کار غافل‌گیرکنندهٔ خود را در اجرایی که در مهٔ ۲۰۲۱ به وسیلهٔ گلاستونبری پخش شد به نمایش درآورد. در اوایل سال ۲۰۲۲، آن‌ها شش تک‌آهنگ منتشر کردند و برای نخستین بار سه نمایش در لندن که به‌صورت زنده نیز پخش می‌شد، برای تماشاگران اجرا کردند. در مهٔ همان سال، د اسمایل نخستین آلبوم خود با نام نوری برای جلب توجه را منتشر کرد که مورد تحسین قرار گرفت. این آلبوم به‌دست نایجل گادرک، تهیه‌کنندهٔ دیرینهٔ ریدیوهد تهیه شده است.
د اسمایل در سال‌های ۲۰۲۲ و ۲۰۲۳ در اروپا و آمریکای شمالی تور کنسرت برگزار کرد و دو ئی‌پی زنده منتشر کرد. دومین آلبوم آن‌ها، دیوار چشم‌ها، در ژانویهٔ ۲۰۲۴ منتشر شد و پس از آن یک تور اروپایی برگزار شد. سومین آلبوم آن‌ها،  Cutouts که در جلسات دیوار چشم‌ها ضبط شد، در اکتبر ۲۰۲۴ منتشر شد.

## تاریخچه
جانی گرینوود گفت که شکل‌گیری گروه ناشی از تمایل او به کار با تام یورک در طول قرنطینه COVID-19 بوده‌است. او گفت: زمان زیادی نداشتیم، اما می‌خواستیم چند آهنگ را با هم تمام کنیم. این یک شروع بسیار بود، اما به نظر می‌رسد یک راه خوشحال‌کننده برای ساخت موسیقی است." تام اسکینر، (درامر گروه جاز Sons of Kemet) عضو دیگر گروه است. نام گروه از عنوان شعری از تد هیوز گرفته شده‌است. یورک گفت: "این لبخند مانند "آهه" نیست، بیشتر به لبخند مردی است که هر روز به شما دروغ می‌گوید.

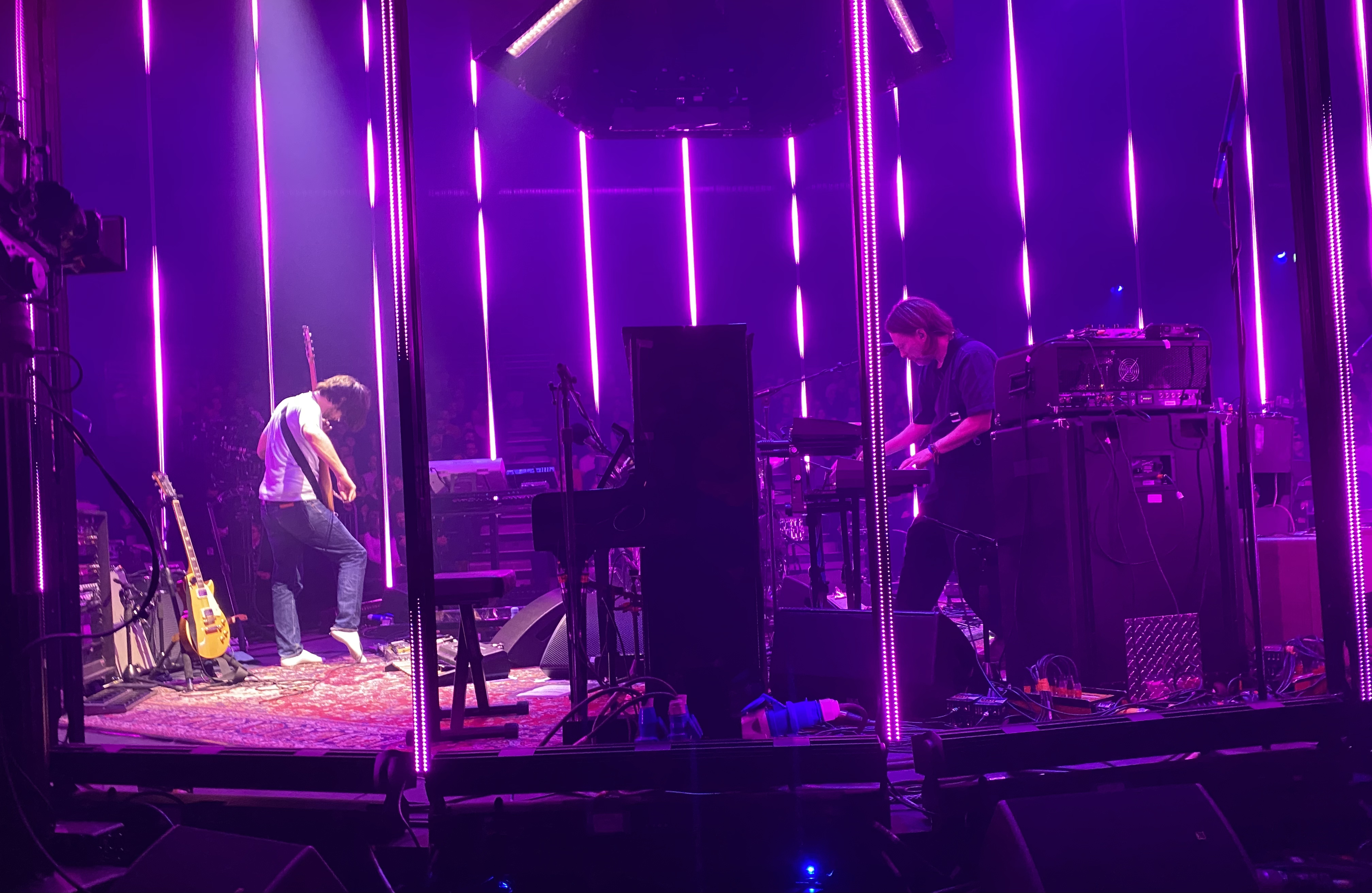
اجرای گروه، لندن، در ژانویه ۲۰۲۲

اسمایل اولین حضور خود را در اجرای غافلگیرکننده برای ویدیوی کنسرت Live at Worthy Farm که توسط جشنواره گلستونبری تهیه شده و در ۲۲ مه ۲۰۲۱ پخش شد، انجام داد. اجرا در اوایل همان هفته به صورت مخفیانه ضبط شد و در روز پخش اعلام شد. گروه مجموعاً به اجرای هشت آهنگ را پرداخت
در ژوئیه ۲۰۲۱، گادرک اعلام کرد که Smile آلبومی را ضبط کرده‌است. او آن را به عنوان «کنار هم قرار دادن عناصر جالب، اما منطقی» توصیف کرد. در سپتامبر، گرین‌وود گفت که گروه هنوز در حال تصمیم‌گیری بودند که چه چیزی را در آلبوم بگنجانند و اینکه «[ساخت آلبوم] تقریباً تمام شده‌است». مجله DIY این آلبوم را یکی از موردانتظارترین آلبوم سال نامگذاری کرد و گمان داد که این آلبوم به «موسیقی عصبانی و ستیزه‌جو» آثار اولیه ریدی باز خواهد گشت.
یورک در ماه اکتبر در رویداد Letters Live در رویال آلبرت هال لندن، آهنگ، "Free in the Knowledge را اجرا کرد. در ۲۹ و ۳۰ ژانویه، گروه برای اولین بار در سه نمایش در Magazine، لندن که به صورت زنده پخش می‌شد، برای تماشاگران اجرا کرد.
به گزارش جیمز بالمونت از ان‌ام‌ئی، به اجرای گروه درSmile's London، نمره چهار از پنج داد و آن را «دقیق و گیرا» توصیف کرد. نمره مجلهگاردین نیز مانند ان‌ام‌ئی، نمره چهار از پنج داد و همچنین نوشت که «اسمایل زمانی که از ریدیوهد دورتر می‌شوند از نظر موسیقی متقاعدکننده‌تر هستند»، در حالی که الکسیس پتریدیس، منتقد اصلی مجله به آن سه امتیاز داد و گفت که «به جای اینکه جذاب باشد، جذاب است. خیره کننده، به‌طور متناوب طلسم کننده، مملو از ایده‌های جذابی که همیشه با هم ادغام نمی‌شوند."

### تک آهنگ‌ها
اولین تک‌آهنگ The Smile با نام «تو دیگر هرگز در تلویزیون کار نخواهی کرد» در ۱۰ ژانویه ۲۰۲۲ بر روی پلتفرم‌های استریم منتشر شد. پس از آن در ۲۷ ژانویه فیلم The Smoke توسط کارگردان مارک جنکین ساخته شد. در ماه مارس، The Smile یک پرس سینگل محدود هفت اینچی از هر دو آهنگ را اعلام کرد. تک آهنگ برای خرید در دسترس نبود. در عوض، طرفداران می‌توانند بلیط‌های بخت‌آزمایی رایگان را در فروشگاه‌های ضبط منتخب جمع‌آوری کنند تا شانس برنده شدن یک نسخه را داشته باشند.
اسمایل، سومین تک آهنگ خود را با نام " Skrting on the Surface " در ۱۷ مارس منتشر کرد. یورک قبلاً این آهنگ را در سال ۲۰۰۹ در اجرای پیانو انفرادی که در حالی که در تور همراه با گروه خود اتمز فور پیس داشت، که با تنظیمی متفاوت در سال ۲۰۱۲ با Radiohead اجرا کرده بود. موزیک ویدئو "Skrting on the Surface" به کارگردانی جنکین در یک فیلم سیاه و سفید ۱۶ میلی‌متری در معدن قلع بلااستفاده روزوال در کورنوال انگلستان فیلمبرداری شد. چهارمین تک‌آهنگ، "Pana-vision" در ۳ آوریل با یک ویدیوی متحرک که شامل آثار هنری هنرمند استنلی دانوود است منتشر شد. گرتا بریتون، نویسنده مجله ان‌ام‌ئی، این آهنگ را «فراموش نشدنی» و «شبح‌آلود» توصیف کرد.

## سبک
مجله Consequence دربارهٔ اجرای اسمایل در گلستونبری، نوشت: «اسمایل عناصر پست پانک، پروتو پانک و راک ریاضی را در بطن ترانه‌های خود گنجانده‌است.» پیچفورک آن را به «حساسیت‌های راک قدیمی»ریدیوهد با «جهش جزئی به درام‌های اسکینر» و «تهاجمی ناآشنا از گرین وود در خط بیس» تشبیه کرد. الکسیس پتریدیس، منتقد گاردین اسمایل را «همان نسخه اسکلتی‌تر و گره‌دارتر از ریدیوهد» توصیف کرد. Kitty Empire به عناصر افروبیت در آهنگ "Just Eyes and Mouth" و تأثیر موسیقی الکترونیک و موسیقی سیستمی دهه ۱۹۶۰ درآهنگ‌های "Open the Floodgates" و "The Same" اشاره کرد. جیسون گرین،منتقد پیچفورک، در نقد و بررسی آهنگ «You Will Never Work in Television Again»، آن را به‌عنوان «شماره راک با استخوان‌بندی» توصیف کرد که یادآور آلبوم «خمش‌ها» ردیوهد در سال ۱۹۹۵ است.

## اعضا
- جانی گرین وود – گیتار، بیس، کیبورد، پیانو، چنگ
- تام اسکینر – درام، پرکاشن، کیبورد، همخوان
- تام یورک – آواز، بیس، گیتار، کیبورد، پیانو

## دیسکوگرافی

### آلبوم‌های استودیویی
| عنوان              | اطلاعات                                                                                          | بالاترین جایگاه در جدول | بالاترین جایگاه در جدول | بالاترین جایگاه در جدول | بالاترین جایگاه در جدول | بالاترین جایگاه در جدول | بالاترین جایگاه در جدول | بالاترین جایگاه در جدول | بالاترین جایگاه در جدول | بالاترین جایگاه در جدول | بالاترین جایگاه در جدول | بالاترین جایگاه در جدول |
| عنوان              | اطلاعات                                                                                          | بریتانیا                | مستقل بریتانیا          | استرالیا                | آلمان                   | بلژیک                   | ایرلند                  | هلند                    | نیوزیلند                | آمریکا                  | آمریکا مستقل            | آمریکا راک              |
| ------------------ | ------------------------------------------------------------------------------------------------ | ----------------------- | ----------------------- | ----------------------- | ----------------------- | ----------------------- | ----------------------- | ----------------------- | ----------------------- | ----------------------- | ----------------------- | ----------------------- |
| نوری برای جلب توجه | - پخش: ۱۳ مه ۲۰۲۲ - ناشر: ایکس‌ال، سلف هلپ تیپز - فرمت‌ها: ال‌پی، سی‌دی، دانلود، استریمینگ           | ۵                       | ۱                       | ۱۵                      | ۶                       | ۵                       | ۱۱                      | ۳                       | ۳۲                      | ۱۹                      | ۲                       | ۲                       |
| دیوار چشم‌ها        | - پخش: ۲۶ ژانویه ۲۰۲۴ - ناشر: ایکس‌ال، سلف هلپ تیپز - فرمت‌ها: ال‌پی، سی‌دی، دانلود، استریمینگ، کاست | ۳                       | ۲                       | ۷                       | ۴                       | ۲                       | ۲                       | ۱                       | ۶                       | ۴۲                      | ۵                       | ۷                       |
| Cutouts            | - پخش: ۴ اکتبر ۲۰۲۴ - ناشر: ایکس‌ال، سلف هلپ تیپز - فرمت‌ها: ال‌پی، سی‌دی، دانلود، استریمینگ، کاست   |                         |                         |                         |                         |                         |                         |                         |                         |                         |                         |                         |